# نزهة إلى مصنع الزجاجات (رواية)
نزهة إلى مصنع الزجاجات (بالإنجليزية: The Bottle Factory Outing)‏ هي رواية للكاتبة الإنجليزية بيريل بينبريدج، نشرت عام 1974، لأول مرة عن دار نشر داكوورث.